# Tridiagonalisation d'une matrice symétrique
Le théorème spectral affirme que toute matrice symétrique réelle {\displaystyle S} est diagonalisable dans une base orthonormée. Cependant, une telle diagonalisation est souvent coûteuse en temps de calcul et il est parfois suffisant de transformer une matrice symétrique en matrice tridiagonale :
{\displaystyle T={\begin{pmatrix}b_{1}&c_{1}&&0\\c_{1}&\ddots &\ddots &\\&\ddots &\ddots &c_{n-1}\\0&&c_{n-1}&b_{n}\end{pmatrix}}}
De plus, {\displaystyle S} et {\displaystyle T} ayant les mêmes valeurs propres, la tridiagonalisation est souvent la première étape du calcul des valeurs propres de {\displaystyle S}.

## Lemme de Householder
Théorème — Pour toute matrice symétrique réelle {\displaystyle S} il existe une matrice orthogonale {\displaystyle H} telle que {\displaystyle H^{\mathsf {T}}SH} soit tridiagonale symétrique.
La démonstration est constructive, et est donnée dans le paragraphe suivant.

## Construction et preuve

### Méthode de Householder
La méthode de construction de Householder consiste par récurrence à créer, à partir de {\displaystyle A_{1}=S}, une suite de matrices {\displaystyle (A_{k})} telle que {\displaystyle A_{k+1}=H_{k}^{\mathsf {T}}A_{k}H_{k}}, où {\displaystyle H_{k}} est une matrice orthogonale.
Les matrices {\displaystyle A_{k}} sont de la forme :
{\displaystyle A_{k}={\begin{pmatrix}T_{k}&L_{k}^{\mathsf {T}}\\L_{k}&M_{k}\end{pmatrix}}}
où
- {\displaystyle T_{k}} est une matrice tridiagonale symétrique de taille {\displaystyle k}
- {\displaystyle L_{k}} une matrice rectangulaire dont seule la dernière colonne est non nulle.
- {\displaystyle M_{k}} une matrice de taille {\displaystyle n-k}

{\displaystyle A_{k}} est donc de la forme :
{\displaystyle A_{k}={\begin{pmatrix}b_{1}&c_{1}&&(0)\\c_{1}&\ddots &\ddots &&&(0)\\&\ddots &\ddots &c_{k-1}\\(0)&&c_{k-1}&b_{k}&l_{1}&\ldots &l_{n-k}\\&&&l_{1}&\\&(0)&&\vdots &&(M_{k})\\&&&l_{n-k}&\\\end{pmatrix}}}
Si {\displaystyle S} est de taille {\displaystyle n}, on construit ainsi {\displaystyle (n-2)} matrices orthogonales {\displaystyle H_{k}} telles que {\displaystyle H^{\mathsf {T}}SH} soit tridiagonale symétrique, où {\displaystyle H=H_{1}H_{2}\ldots H_{n-2}}.

### Choix des matrices
On pourra choisir différents types de matrices orthogonales.
- la méthode historique de Householder utilise des matrices de symétrie :

{\displaystyle H_{k}={\begin{pmatrix}\mathbf {1} &0&\cdots &\cdots &0\\0&-\cos \theta &\vdots &\sin \theta &\vdots \\\vdots &\vdots &\mathbf {1} &\vdots &\vdots \\\vdots &\sin \theta &\cdots &\cos \theta &0\\0&\cdots &\cdots &\cdots &\mathbf {1} \end{pmatrix}}}
- la méthode de Givens est similaire, à la différence que les matrices {\displaystyle (H_{k})} seront des matrices de rotation {\displaystyle (G_{k})}.

{\displaystyle G_{k}={\begin{pmatrix}\mathbf {1} &0&\cdots &\cdots &0\\0&\cos \theta &\vdots &-\sin \theta &\vdots \\\vdots &\vdots &\mathbf {1} &\vdots &\vdots \\\vdots &\sin \theta &\cdots &\cos \theta &0\\0&\cdots &\cdots &\cdots &\mathbf {1} \end{pmatrix}}}
On pourra aussi utiliser l'algorithme de Lanczos.